# Pernilla Wiberg
Pernilla Wiberg (n. 15 octombrie 1970, Norrköping, Östergötland, Suedia) este o schioară alpină suedeză, medaliată olimpică. A participat la 4 ediții ale Jocurilor Olimpice (1992, 1994, 1998, 2002) în care a câștigat două medalii de aur și o medalie de argint.